# Église Calvaria
L'église calvaria ((ro) Biserica Romano-Catolică Calvaria de la Cluj-Mănăștur) est une église catholique située dans le quartier Mănăștur de Cluj-Napoca. Elle faisait partie d'une petite abbaye Bénédictine entourée de murs défensifs, « Monasterium Beatae Mariae de Clus », qui fut construite au cours des IXe et Xe siècles.

## Galerie

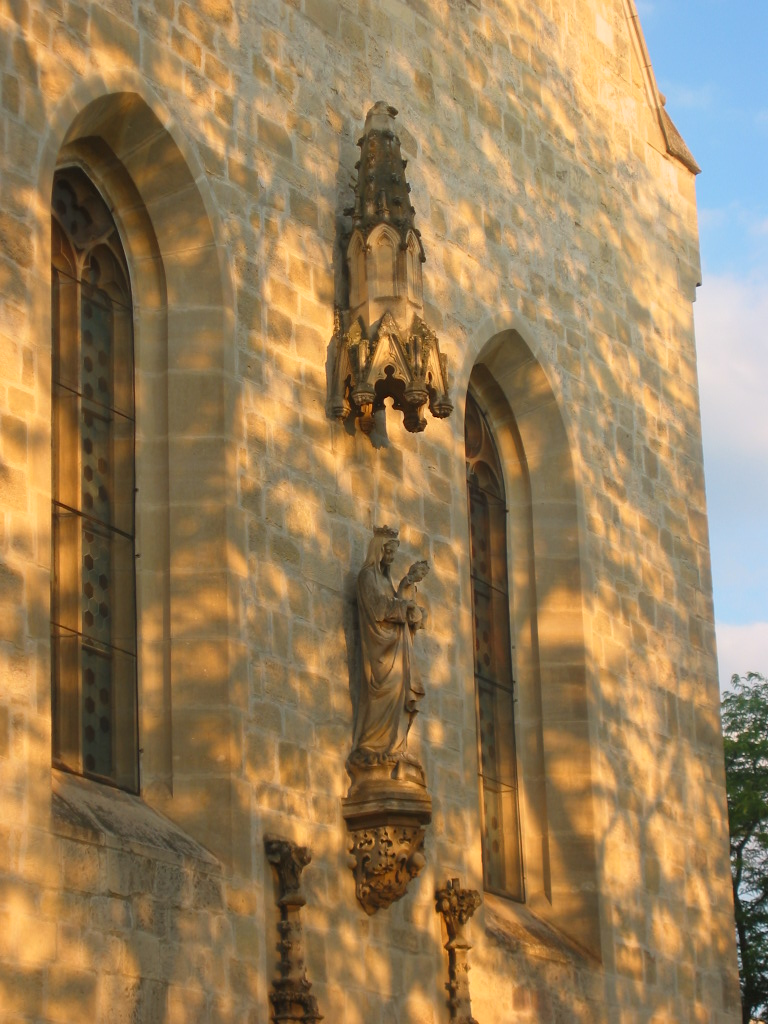
Vue de face
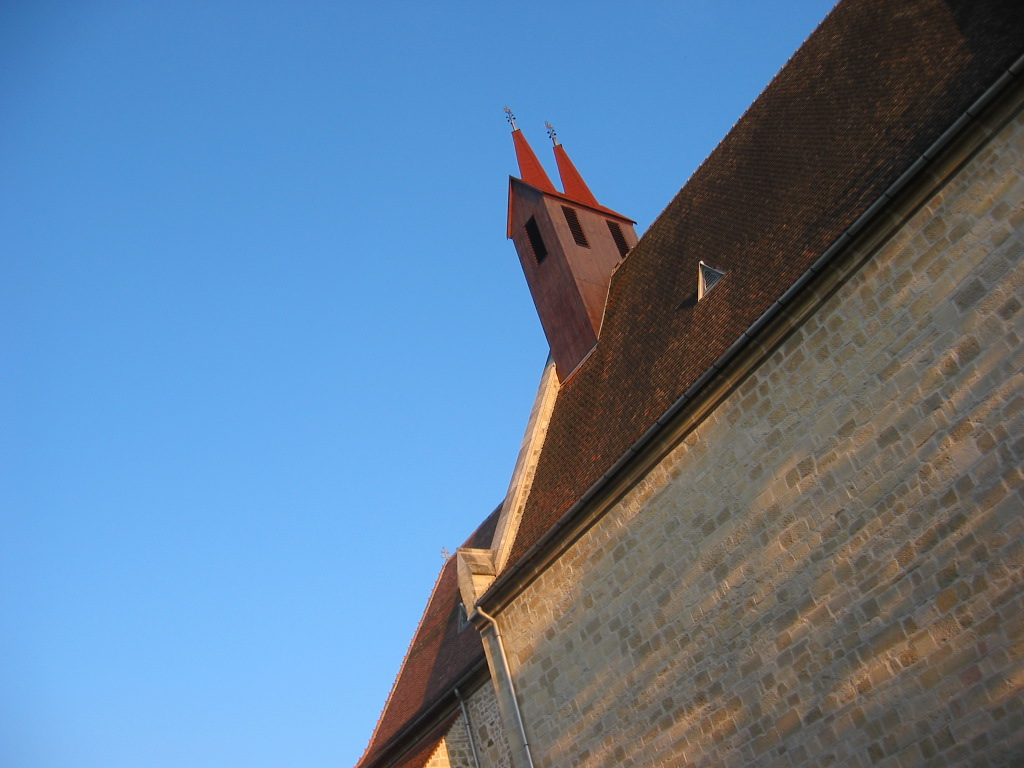
Vue latérale
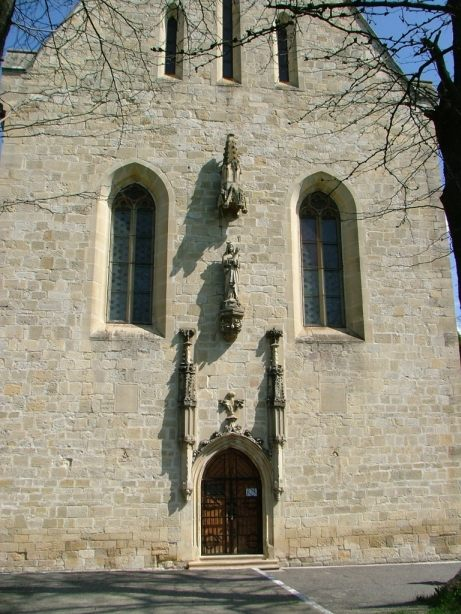
Façade ouest
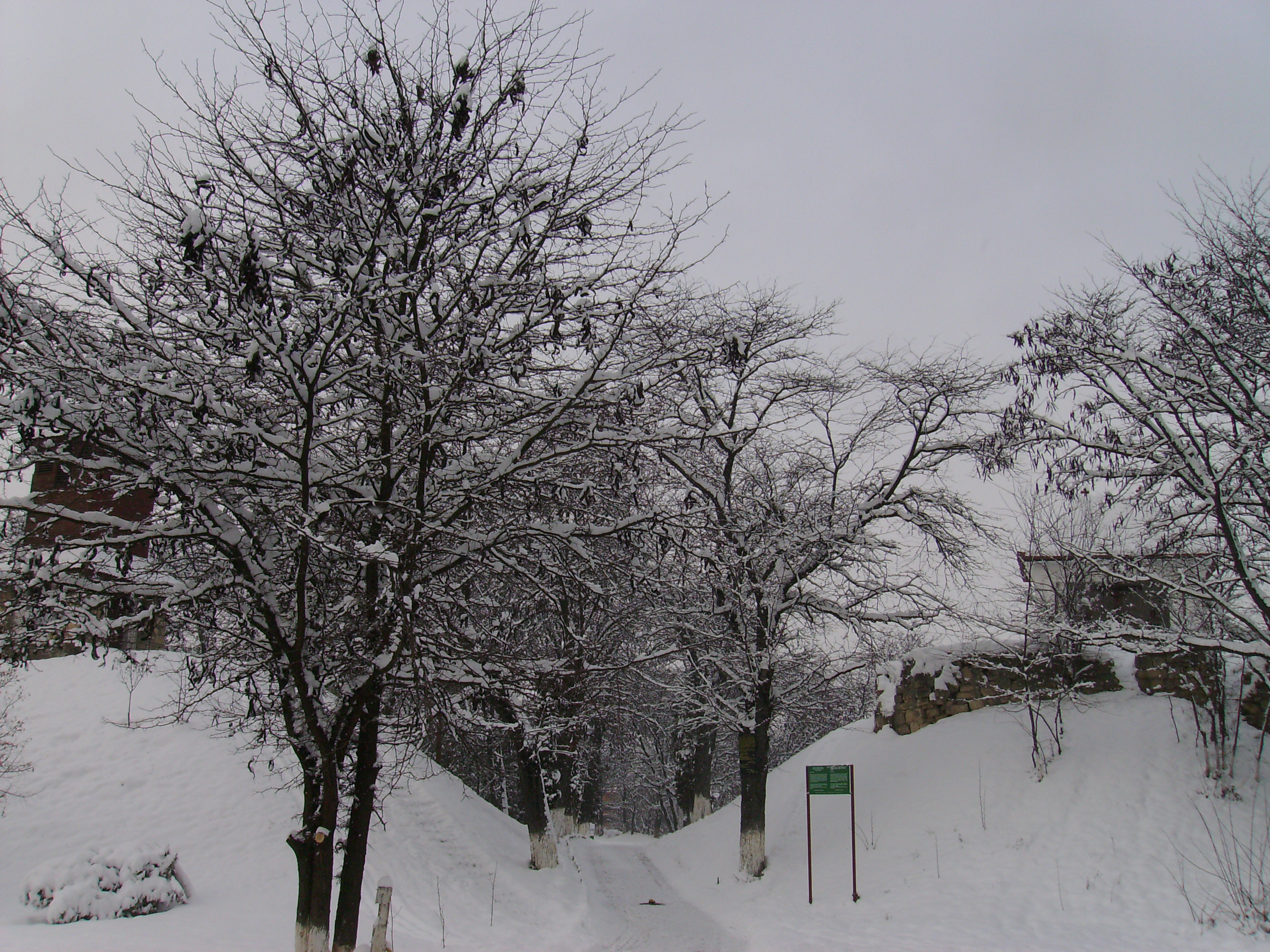
L'Entrée au parc de l'église
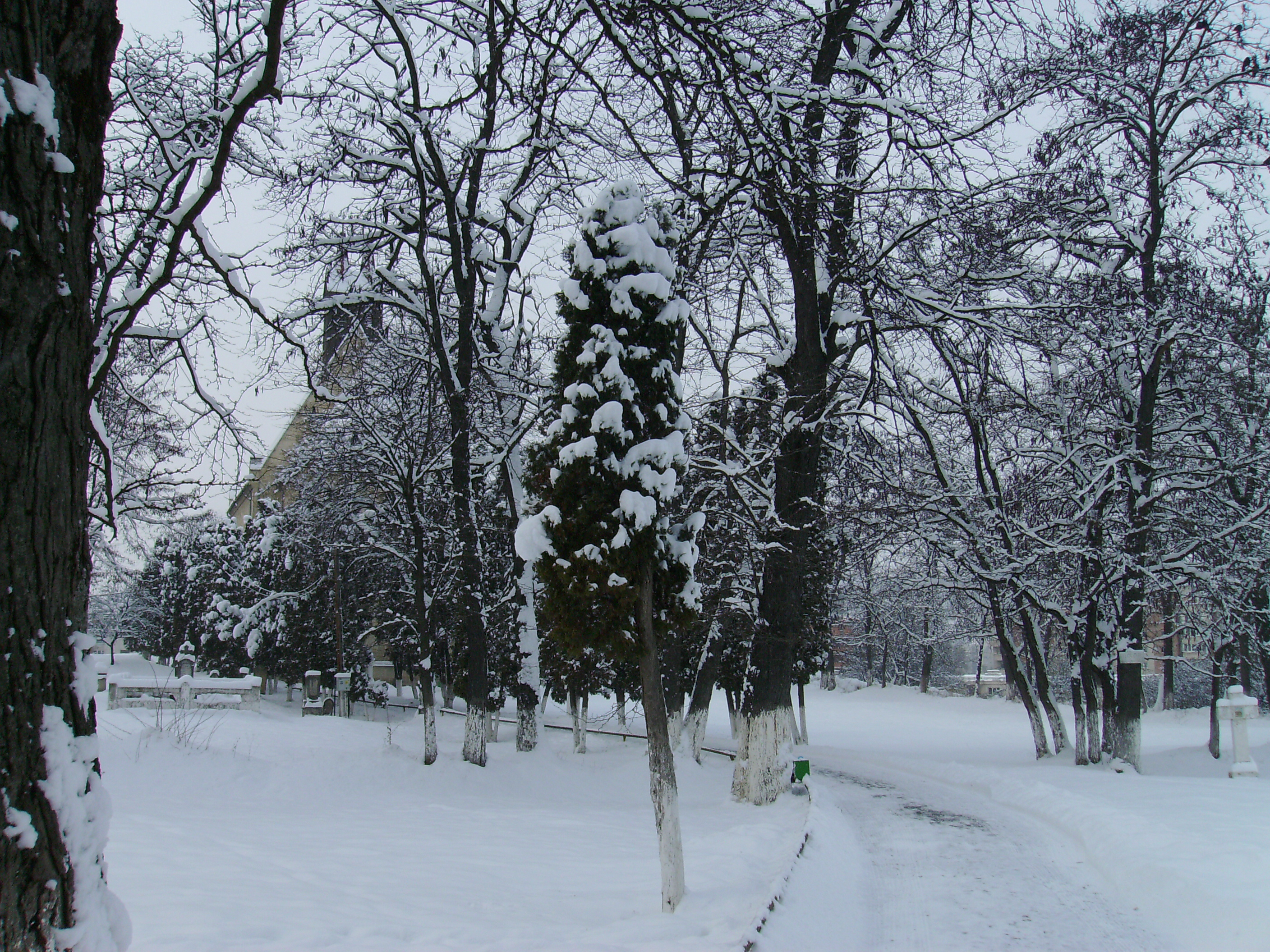
Le parc de l'église
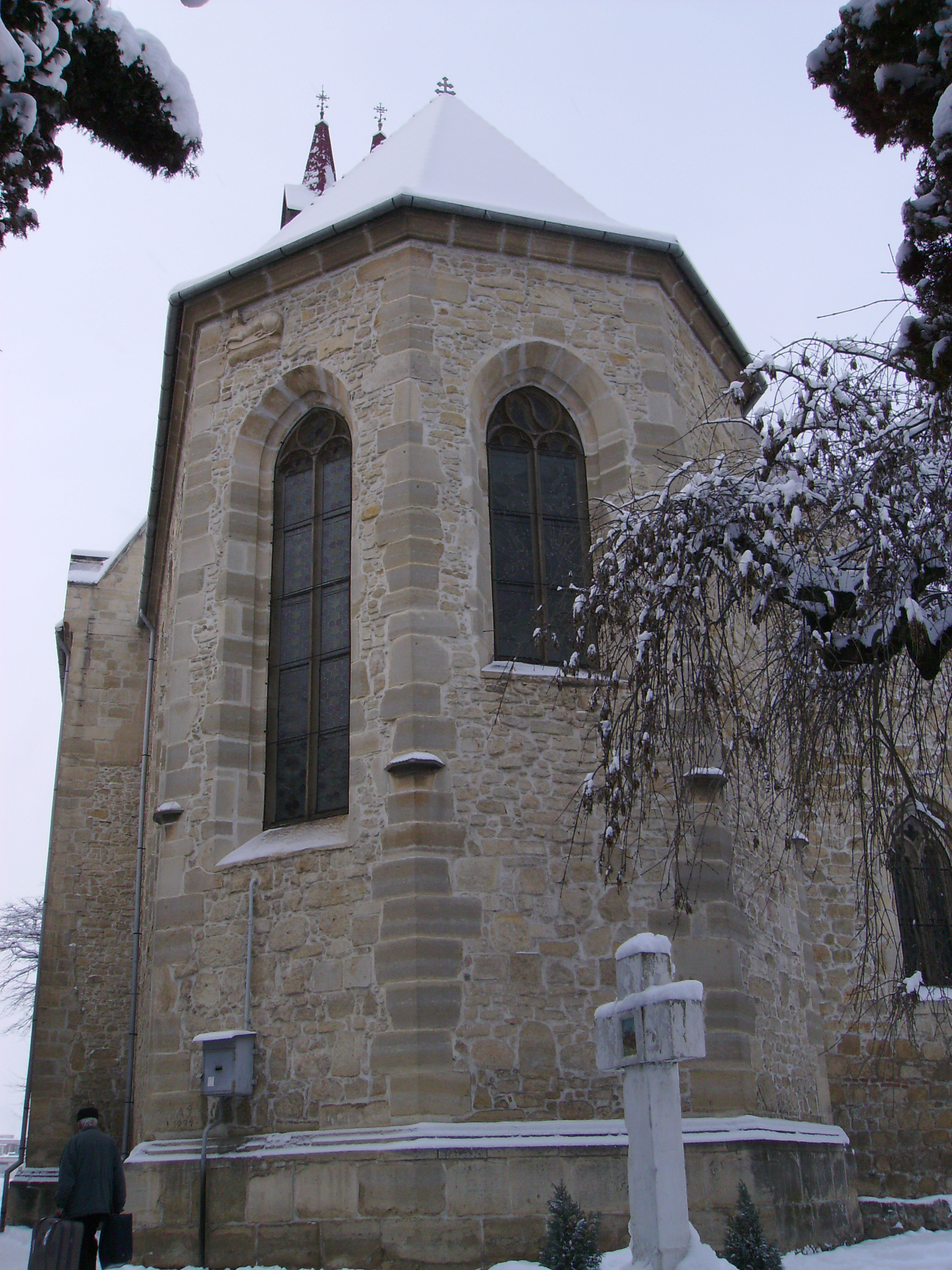
L'Abside
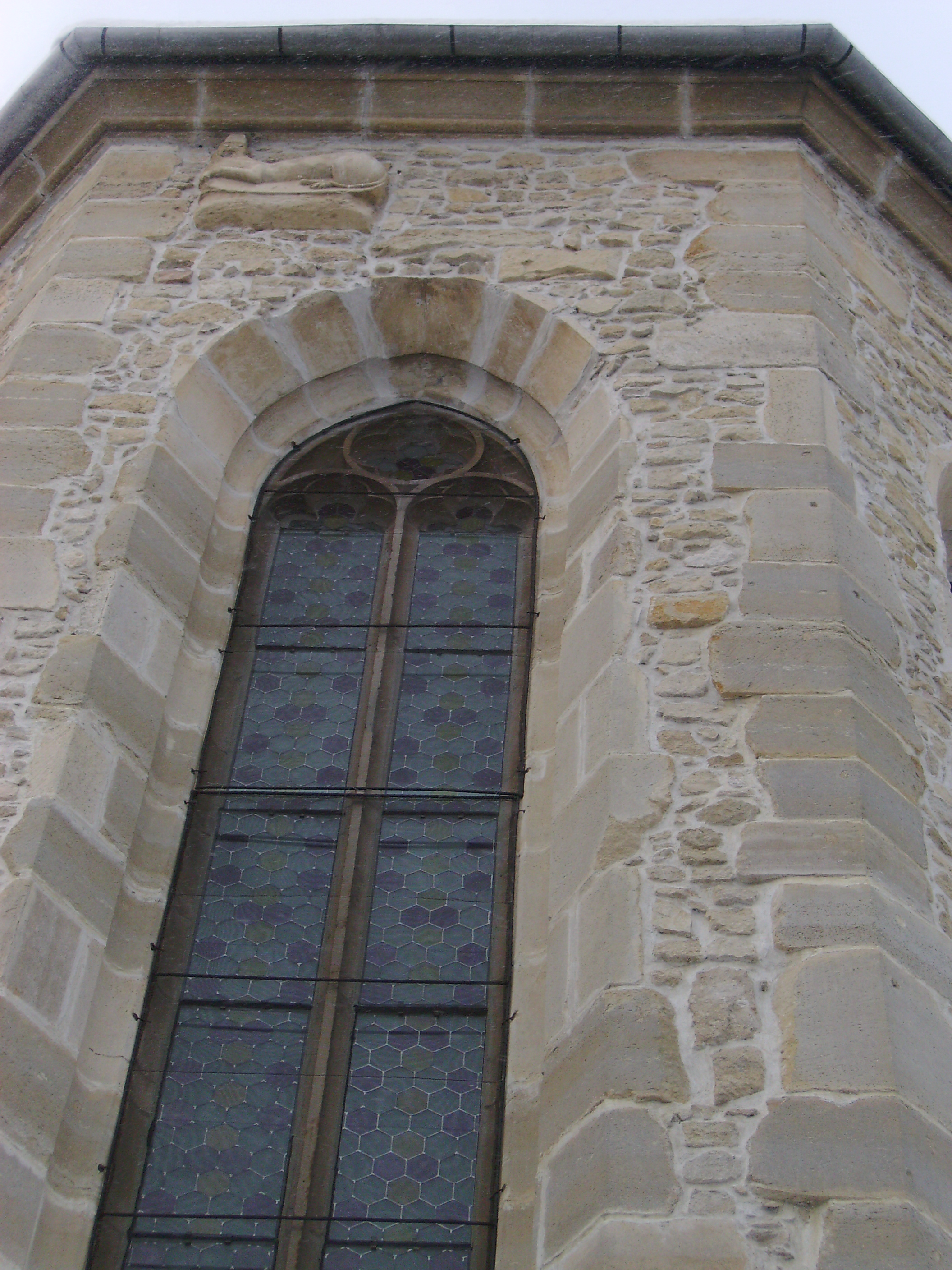
Détail de l'abside
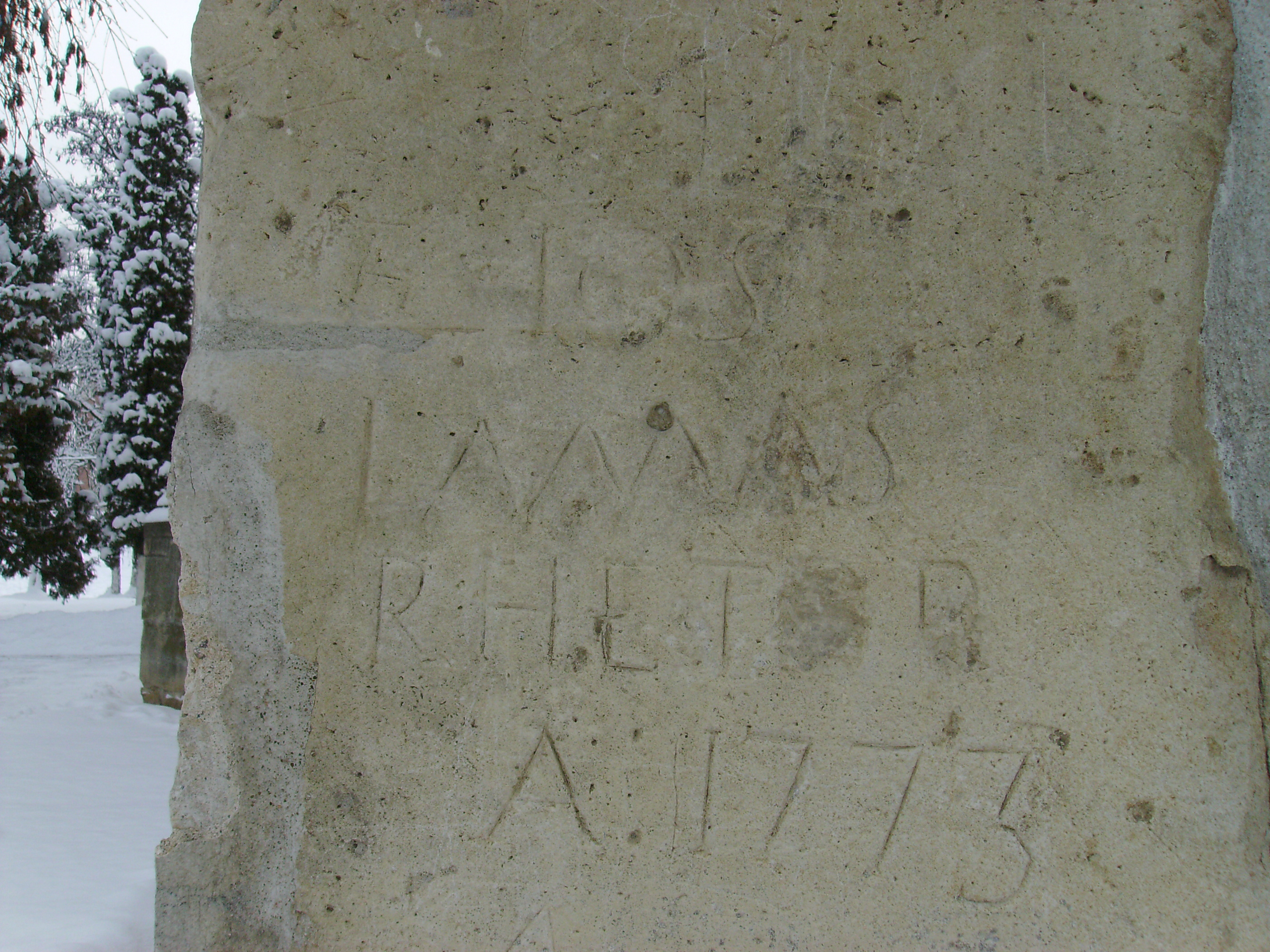
Ancien graffiti sur le mur de l'église